# Oligopithecus
Oligopithecus är ett fossilt släkte primater som levde i Afrika under tidig oligocen. Den representeras utifrån ett käkben av arten Oligopithecus savagei, hittad i Egypten.
Den äldsta säkra förekomsten av Oligopithecider har daterats till sen Eocen och gjordes i nutida Egypten. Familjen har sedan utifrån det yngsta fyndet för 31,5 Ma antagits vara utdöd. Ett nytt fynd har reviderat tidpunkten för utdöendet till 29,5 – 30 Ma. Detta gäller en käke från en dvärgart av Oligopithecider funnen i de översta primatbärande lagren i Jebel Quatrani-formationen. Käken är från en av de minsta antropoiderna, levande eller utdöda som hittats och tillhör därför troligen en dvärggren. Den minskade kroppsstorleken sammanfaller med en kraftig temperatursänkning i början av Oligocen vilket även påverkade andra samtida arter som Afrotarsius chatrathi och Qatrania fleaglei kroppsstorlek. En relativt diversifierad och extremt sällsynt liten primatfauna stöder hypotesen om ett klimatrelaterat utdöende. Den föregicks av en diversifieringen av dessa arter bland annat genom en övergång till dvärgstorlek och specialisering av födonisch.
Med Oligopithecus rogeri ingår ytterligare en art i släktet.

## Morfologi
Oligopithecus savagei har tandformeln 2.1.2.3 i underkäken. Hörntanden är relativt liten och den främre kindtanden smal. Den liknar kallitrichinerna mer än katarrhinerna. Jämfört med andra haplorrhines har Oligopithecus savagei primitiva molarer. De lägre molarerna har en trigonid som är högre än taloniden. Dessa har också en lång och snett riktad cristid-obliqua samt en liten paraconid på den första molaren. De nedre molarerna hos denna art hade skarpt definierade och höga occlusala åsar och cuspar. Baserat på käkbenet kan Oligopithecus savagei uppskattas ha en vikt på ca 1,5 kg. 

## Räckvidd
Oligopithecus savagei upptäcktes i Egypten. Oligopithecider verkar ha varit rikligt förekommande i nordöstra Afrika under primatrik sen Eocen, mest representerad av Catopithecus browni men även av Oligopithecus savagei och Oligopithecus rogeri. 